# Rhacophorus bengkuluensis
Rhacophorus bengkuluensis é uma espécie de anfíbio anuro da família Rhacophoridae. Está presente na Indonésia. A UICN classificou-a como deficiente de dados.